# Diaphananthe sarcorhynchoides
Diaphananthe sarcorhynchoides là một loài thực vật có hoa trong họ Lan. Loài này được J.B.Hall mô tả khoa học đầu tiên năm 1974.